# Specie di Cerastium
Elenco delle specie di Cerastium:

## A
- Cerastium afromontanum T.C.E.Fr.
- Cerastium akiyoshiense Kadota
- Cerastium aleuticum Hultén
- Cerastium alexeenkoanum Schischk.
- Cerastium alpinum L.
- Cerastium alsinifolium Tausch
- Cerastium amanum P.H.Davis
- Cerastium andinum Benth.
- Cerastium apuanum Parl.
- Cerastium arabidis E.Mey. ex Fenzl
- Cerastium araraticum Rupr.
- Cerastium arcticum Lange,
- Cerastium argenteum M.Bieb.

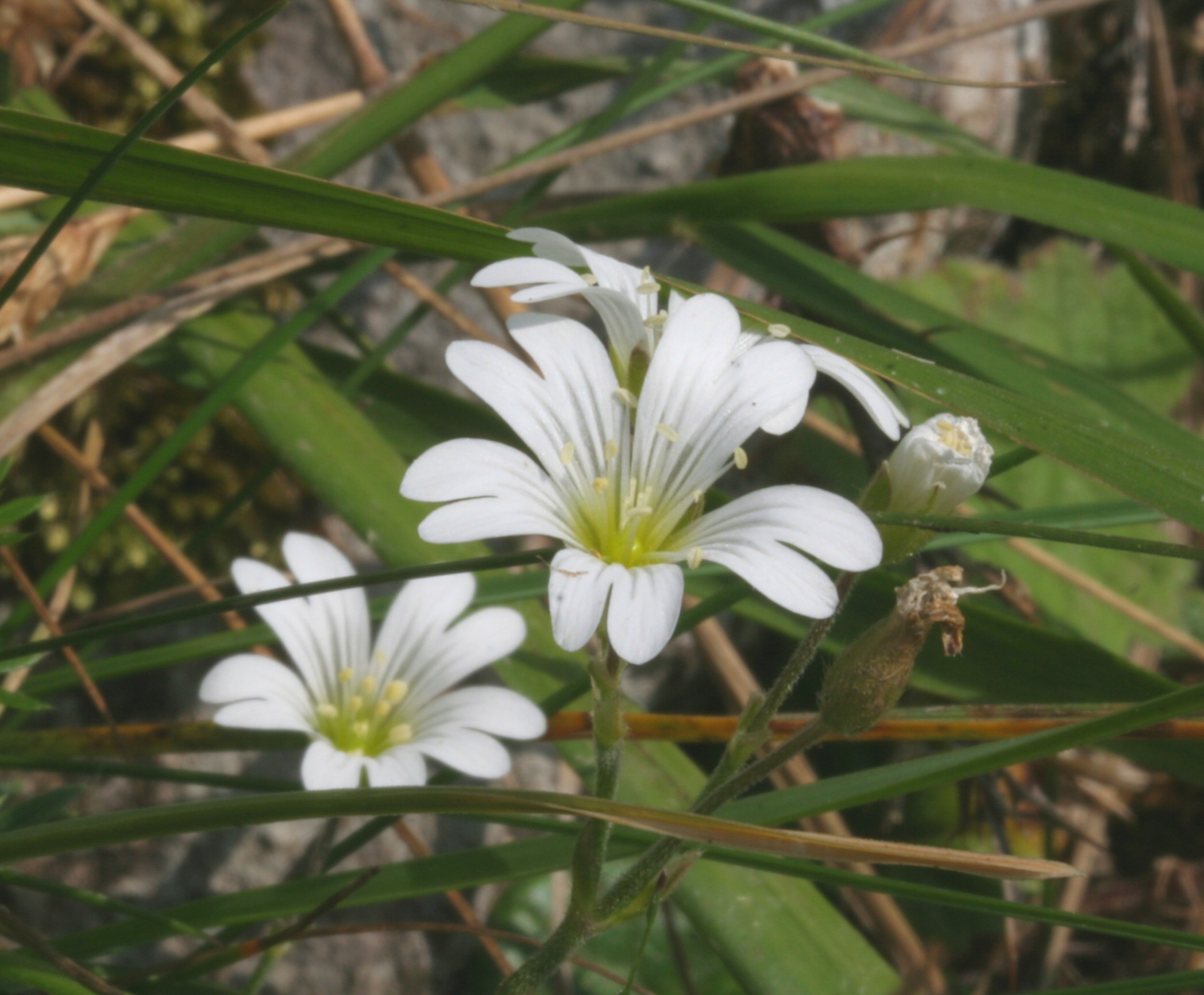
Cerastium alpinum

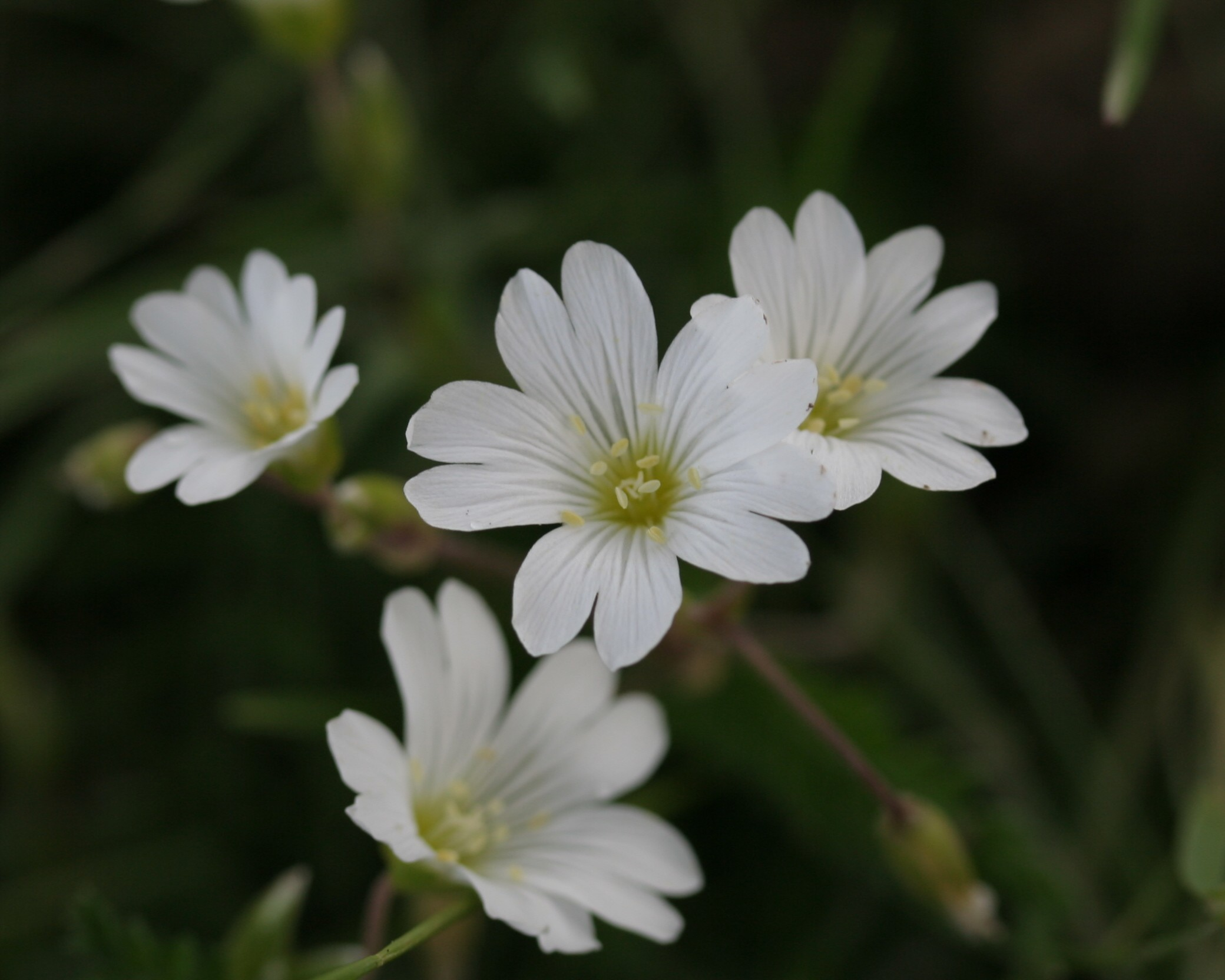
Cerastium arvense

- Cerastium argentinum (Pax) F.N.Williams
- Cerastium armeniacum Gren.
- Cerastium arvense L.
- Cerastium atlanticum Durand
- Cerastium axillare Correll
- Cerastium azerbaijanicum Poursakhi, Assadi & F.Ghahrem.
- Cerastium azoricum Hochst. ex Seub.

## B
- Cerastium baischanense Y.C.Chu

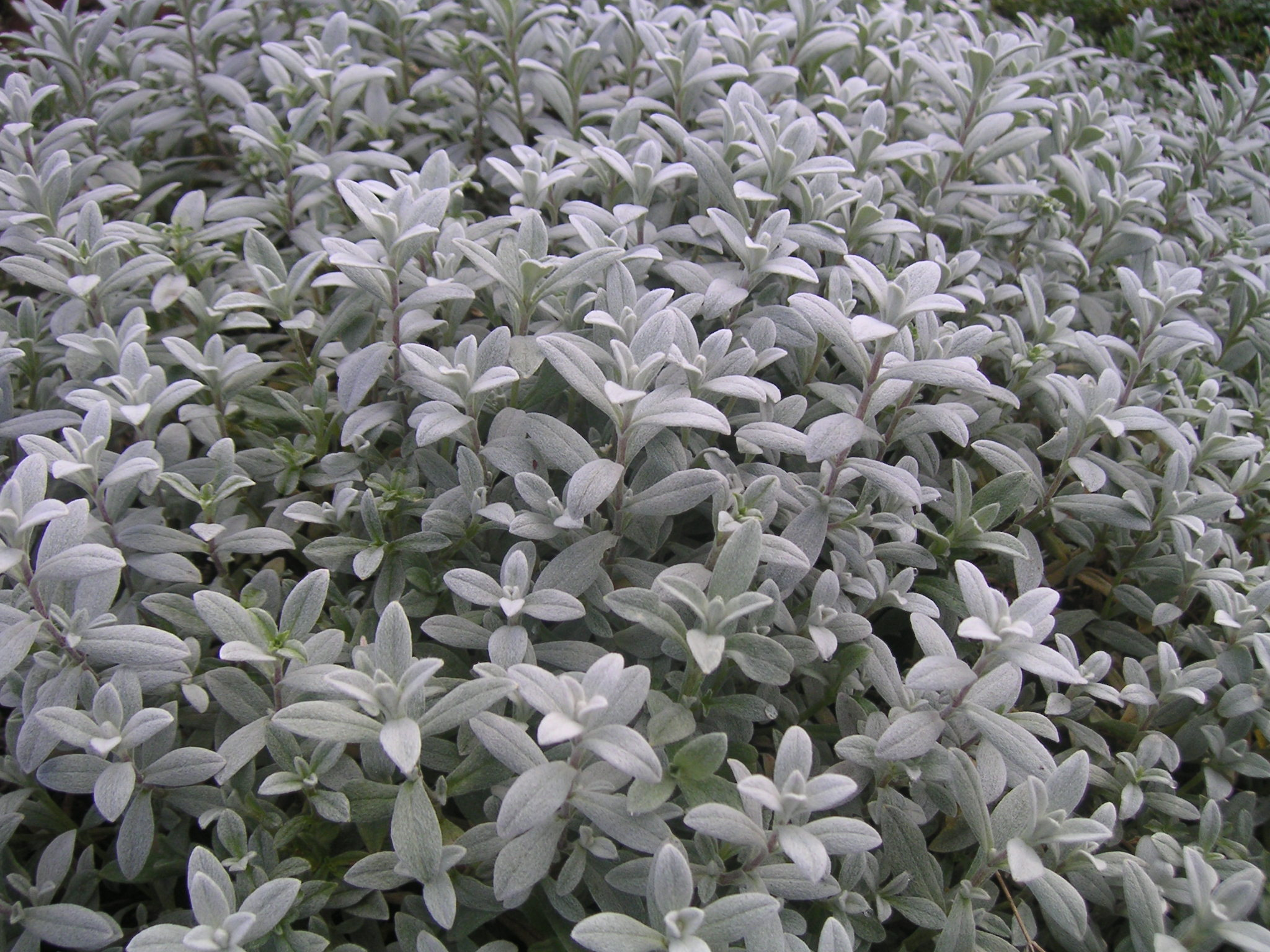
Cerastium biebersteinii

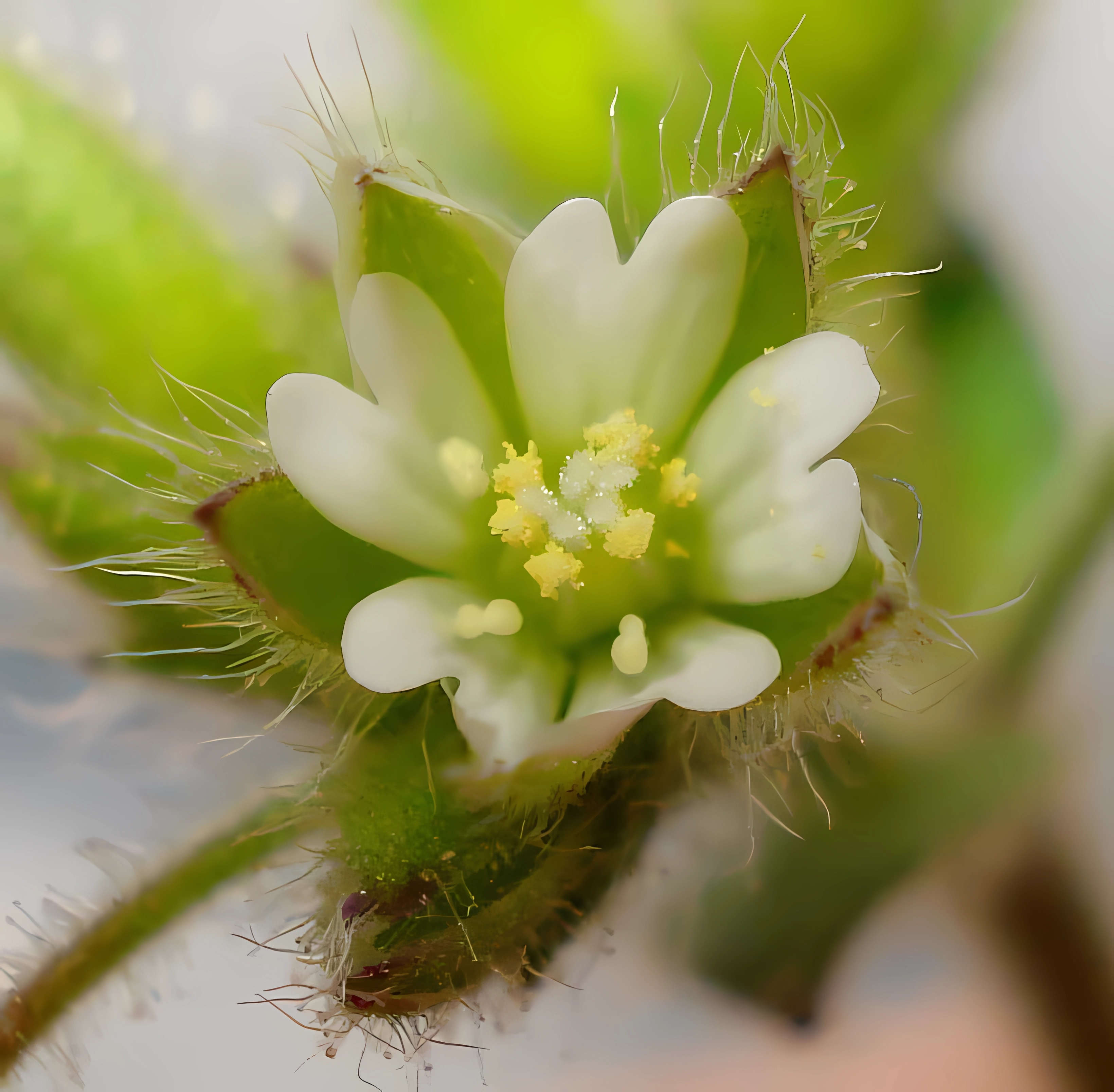
Cerastium brachypetalum

- Cerastium banaticum (Rochel) Heuff.
- Cerastium barberi B.L.Rob.
- Cerastium beeringianum Cham. & Schltdl.
- Cerastium behmianum Muschl.
- Cerastium bialynickii Tolm.
- Cerastium biebersteinii DC.
- Cerastium × blyttii Baenitz
- Cerastium boissierianum Greuter & Burdet
- Cerastium borisii Zakirov
- Cerastium brachypetalum Desp. ex Pers.
- Cerastium brachypodum (Engelm. ex A.Gray) B.L.Rob. ex Britton
- Cerastium brevicarpicum Rusby
- Cerastium × brueggerianum Dalla Torre & Sarnth.
- Cerastium bulgaricum Uechtr.

## C
- Cerastium cacananense Möschl
- Cerastium candicans Wedd.
- Cerastium candidissimum Correns
- Cerastium capense Sond.
- Cerastium capillatum I.V.Sokolova
- Cerastium carinthiacum Vest

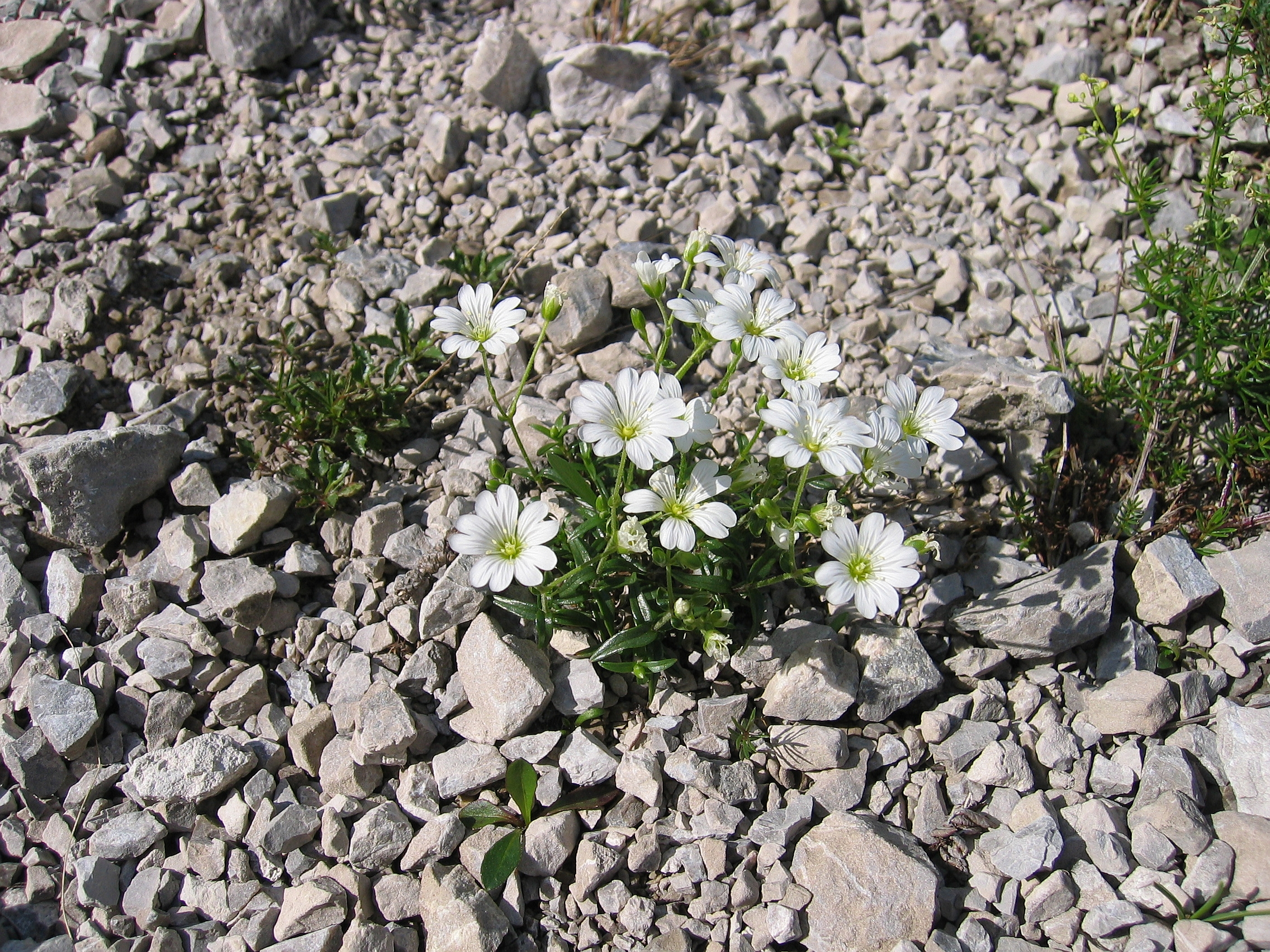
Cerastium carinthiacum

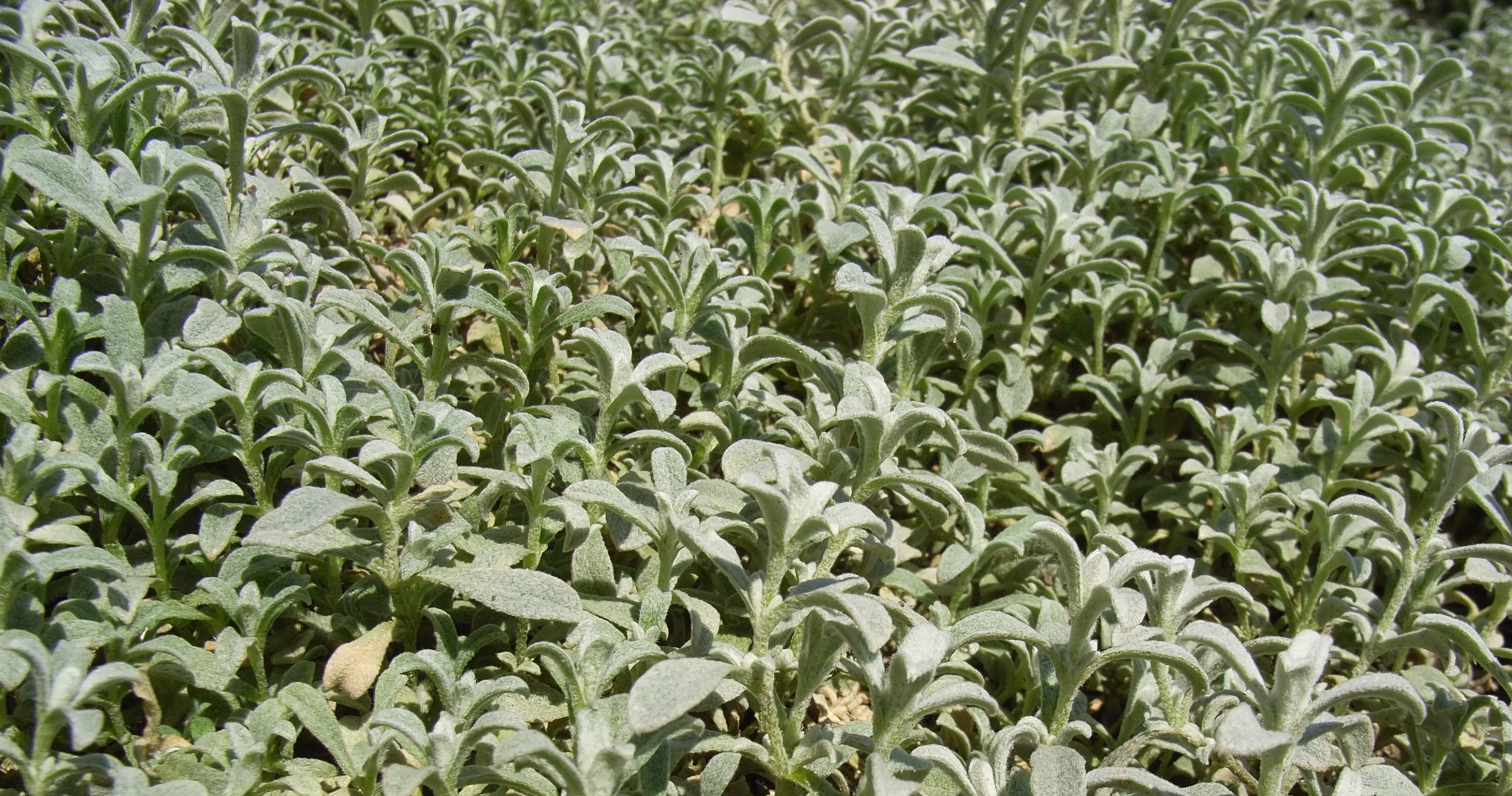
Cerastium candidissimum

- Cerastium caucasicum Fisch. ex Ser.
- Cerastium chlorifolium Fisch. & C.A.Mey.
- Cerastium comatum Desv.
- Cerastium commersonianum Ser.
- Cerastium consanguineum Wedd.
- Cerastium crassipes Bartl.
- Cerastium crassiusculum Klokov
- Cerastium cuatrecasasii Sklenár
- Cerastium cuchumatanense D.A.Good
- Cerastium cylindricum Poursakhi & Assadi

## D

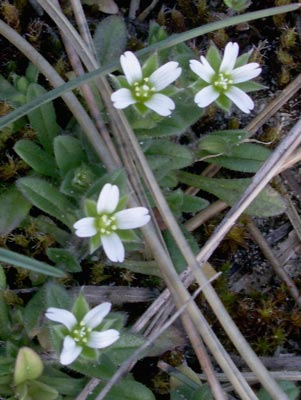
Cerastium diffusum

- Cerastium dagestanicum Schischk., 1936
- Cerastium danguyi J.F.Macbr., 1937
- Cerastium davuricum Fisch. ex Spreng., 1815
- Cerastium decalvans Schloss. & Vuk., 1869
- Cerastium deschatresii Greuter, N.Böhling & Ralf Jahn, 2002
- Cerastium diazi Phil., 1862
- Cerastium dichotomum L., 1753
- Cerastium dicrotrichum Fenzl ex Rohrb., 1872
- Cerastium diffusum Pers., 1805
- Cerastium dinaricum Beck & Szyszyl., 1888
- Cerastium dominici Favarger, 1976
- Cerastium dubium (Bastard) Guépin, 1838

Cerastium dagestanicum Schischk.
Cerastium danguyi J.F.Macbr.
Cerastium davuricum Fisch. ex Spreng.
Cerastium decalvans Schloss. & Vuk.
Cerastium deschatresii Greuter, N.Böhling & Ralf Jahn
Cerastium dichotomum L.
Cerastium dicrotrichum Fenzl ex Rohrb.
Cerastium diffusum Pers.
Cerastium dinaricum Beck & Szyszył.
Cerastium dominici Favarger

## E
- Cerastium elbrusense Boiss.
- Cerastium elongatum Pursh
- Cerastium emesenum Mouterde

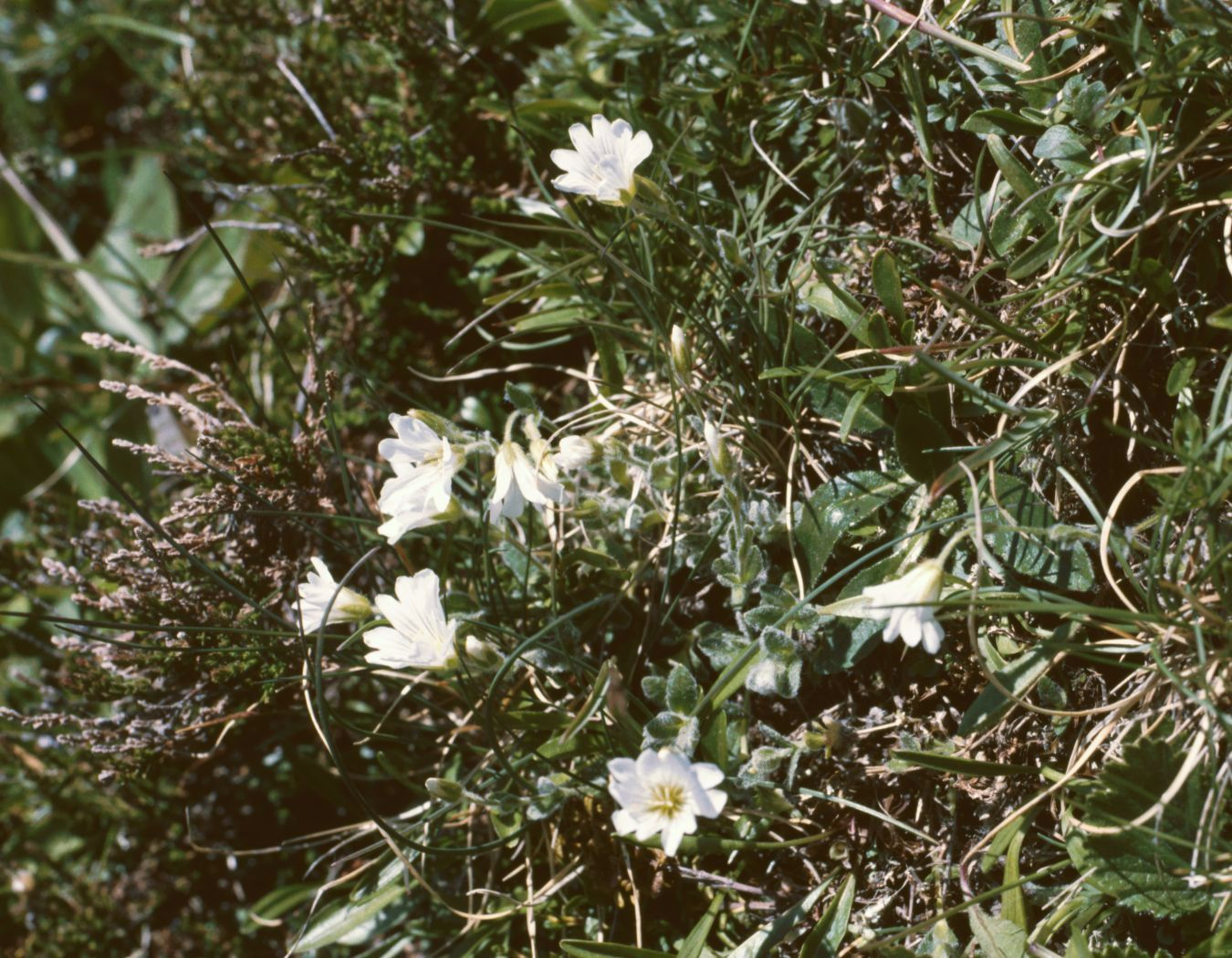
Cerastium eriophorum

- Cerastium eriophorum Kit. ex Schult.

## F
- Cerastium falcatum Bunge ex Fenzl.
- Cerastium fastigiatum Greene
- Cerastium filifolium Vest
- Cerastium fischerianum Ser.
- Cerastium flavescens Gartner, 1939
- Cerastium floccosum Benth.
- Cerastium fontanum Baumg.
- Cerastium fragillimum Boiss.

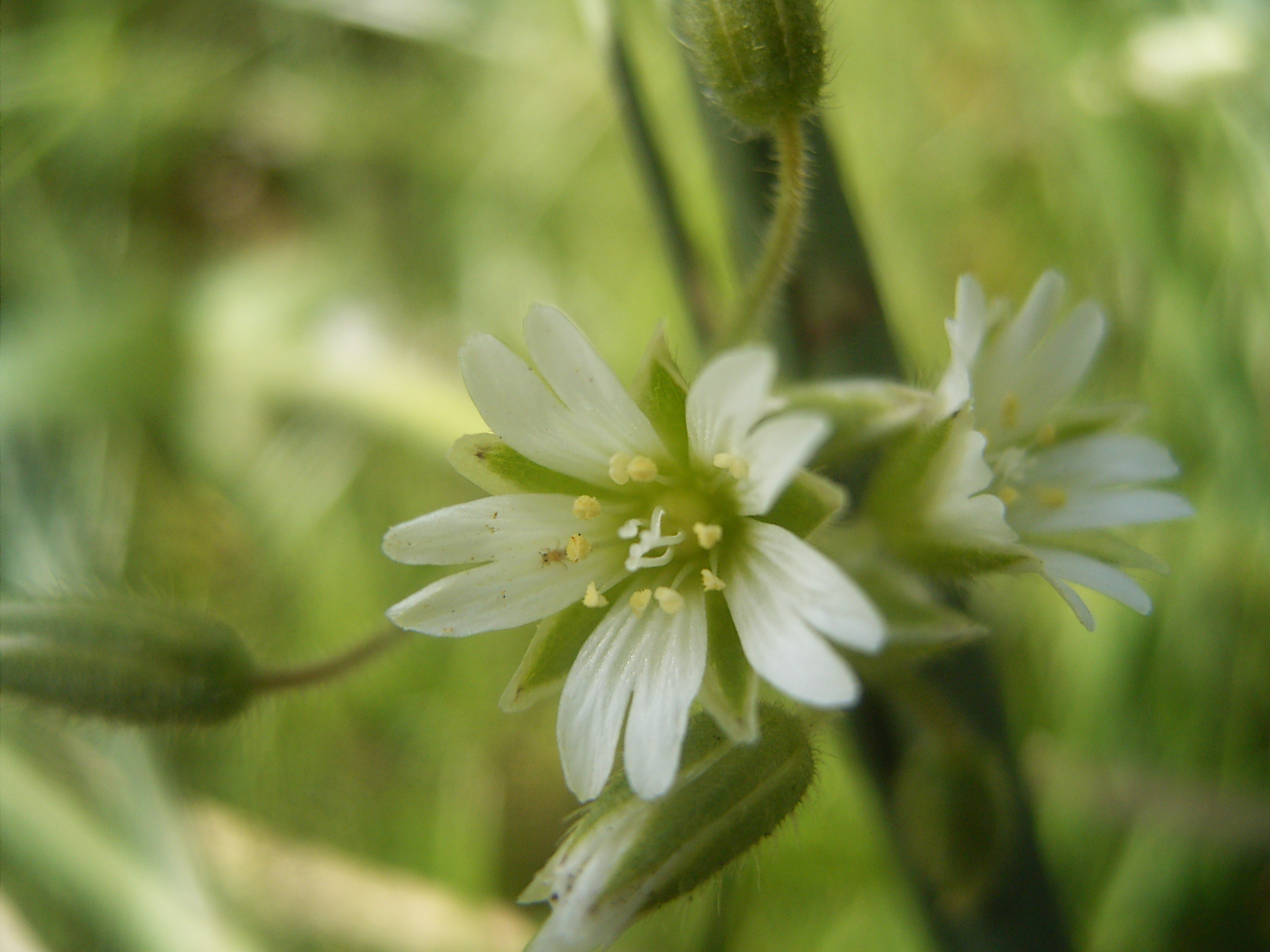
Cerastium fontanum

- Cerastium furcatum Cham. & Schltdl.

## G
- Cerastium gibraltaricum Boiss.
- Cerastium glabratum Hartm.
- Cerastium glomeratum Thuill.
- Cerastium gnaphalodes Fenzl
- Cerastium gracile Dufour

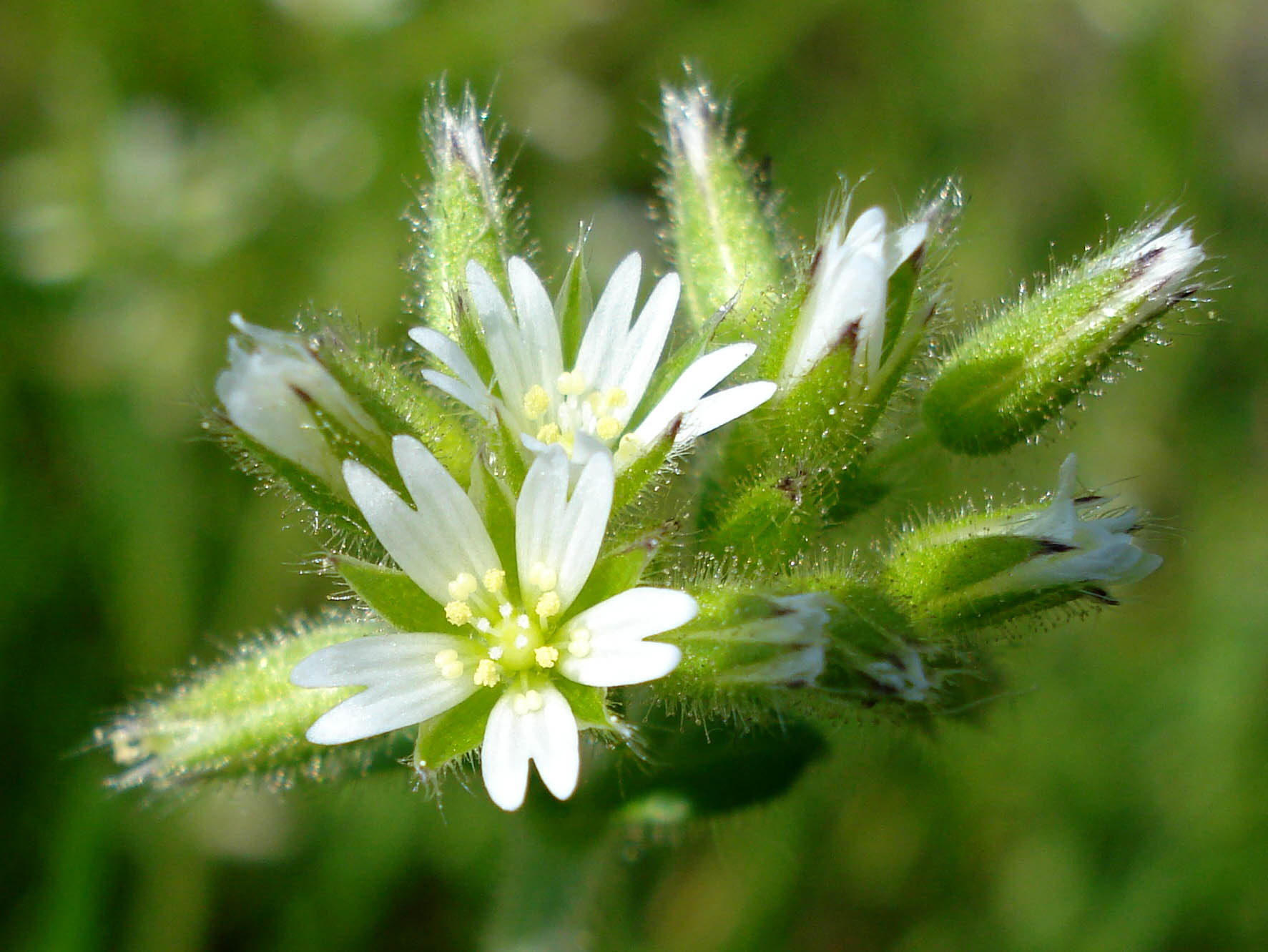
Cerastium glomeratum

- Cerastium grandiflorum Waldst. & Kit.
- Cerastium guatemalense Standl.

## H
- Cerastium haussknechtii Boiss. & Hausskn.
- Cerastium hemschinicum Schischk.
- Cerastium hieronymi Pax
- Cerastium hintoniorum B.L.Turner
- Cerastium holosteoides Fr.
- Cerastium huadingense Y.F.Lu, W.Y.Xie & X.F.Jin
- Cerastium humifusum Cambess.

## I
- Cerastium ibukiense (Ohwi) Kadota
- Cerastium igoschiniae Pobed.
- Cerastium illyricum Ard.
- Cerastium imbricatum Kunth
- Cerastium inflatum Gren.

## J
- Cerastium jiuhuashanense Gang Yao & J.W.Zhai
- Cerastium julicum Schellm.
- Cerastium junceum Möschl
- Cerastium juniperorum Standl. & Steyerm.

## K
- Cerastium kasbek Parrot
- Cerastium krylovii Schischk. & Gorczak.
- Cerastium kunthii Briq.

## L

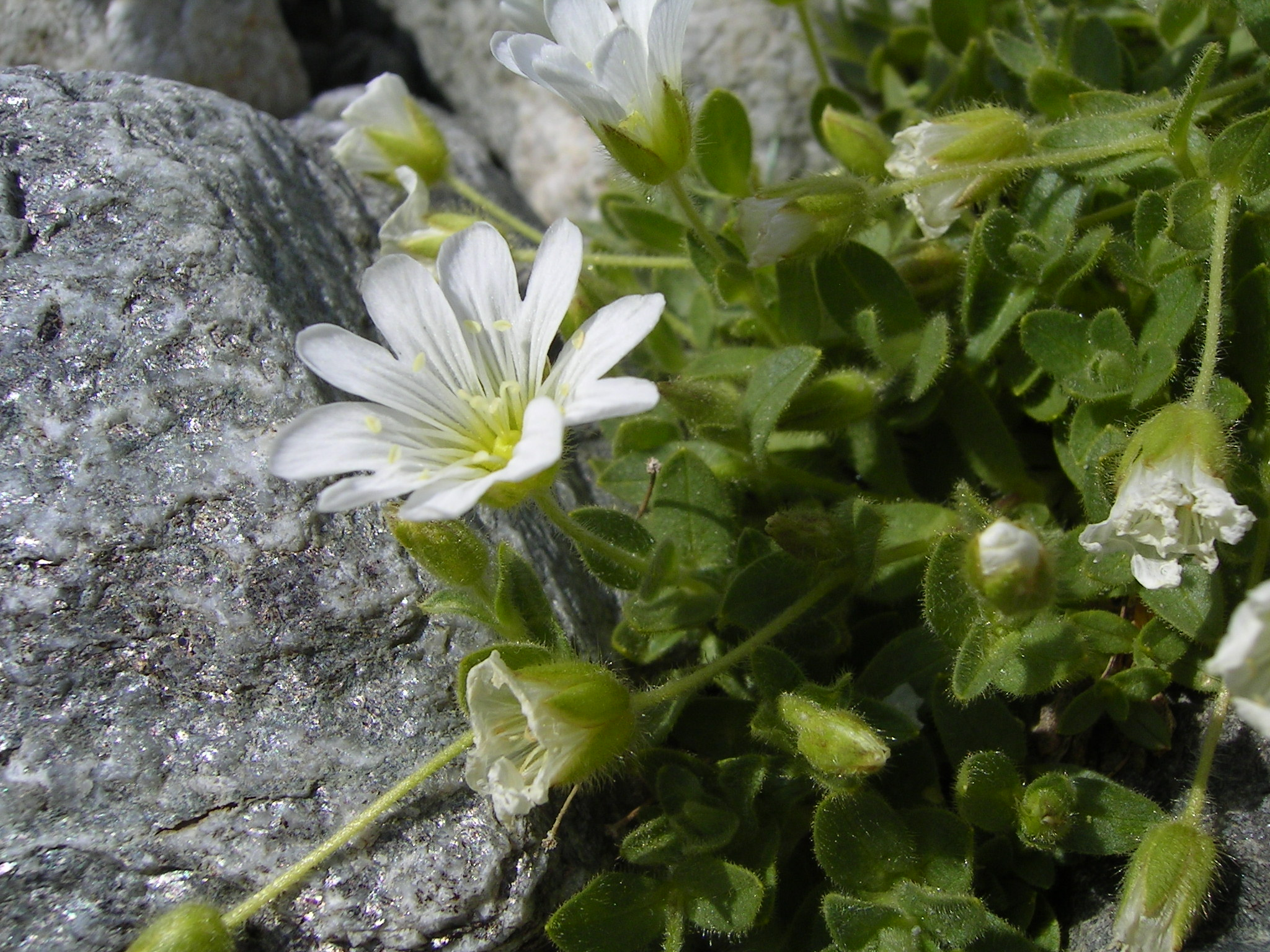
Cerastium latifolium

- Cerastium lacaitae Barberis, Bechi & Miceli
- Cerastium × laestadianum H.Samzelius
- Cerastium lanceolatum (Poir.) Volponi
- Cerastium latifolium L.
- Cerastium lazicum Boiss.
- Cerastium ligusticum Viv.
- Cerastium limprichtii Pax & K.Hoffm.
- Cerastium lineare All.
- Cerastium lithospermifolium Fisch.
- Cerastium longifolium Willd.

## M
- Cerastium macranthum Boiss.
- Cerastium macrocalyx Buschm.
- Cerastium madagascariense Pax
- Cerastium madrense S.Watson

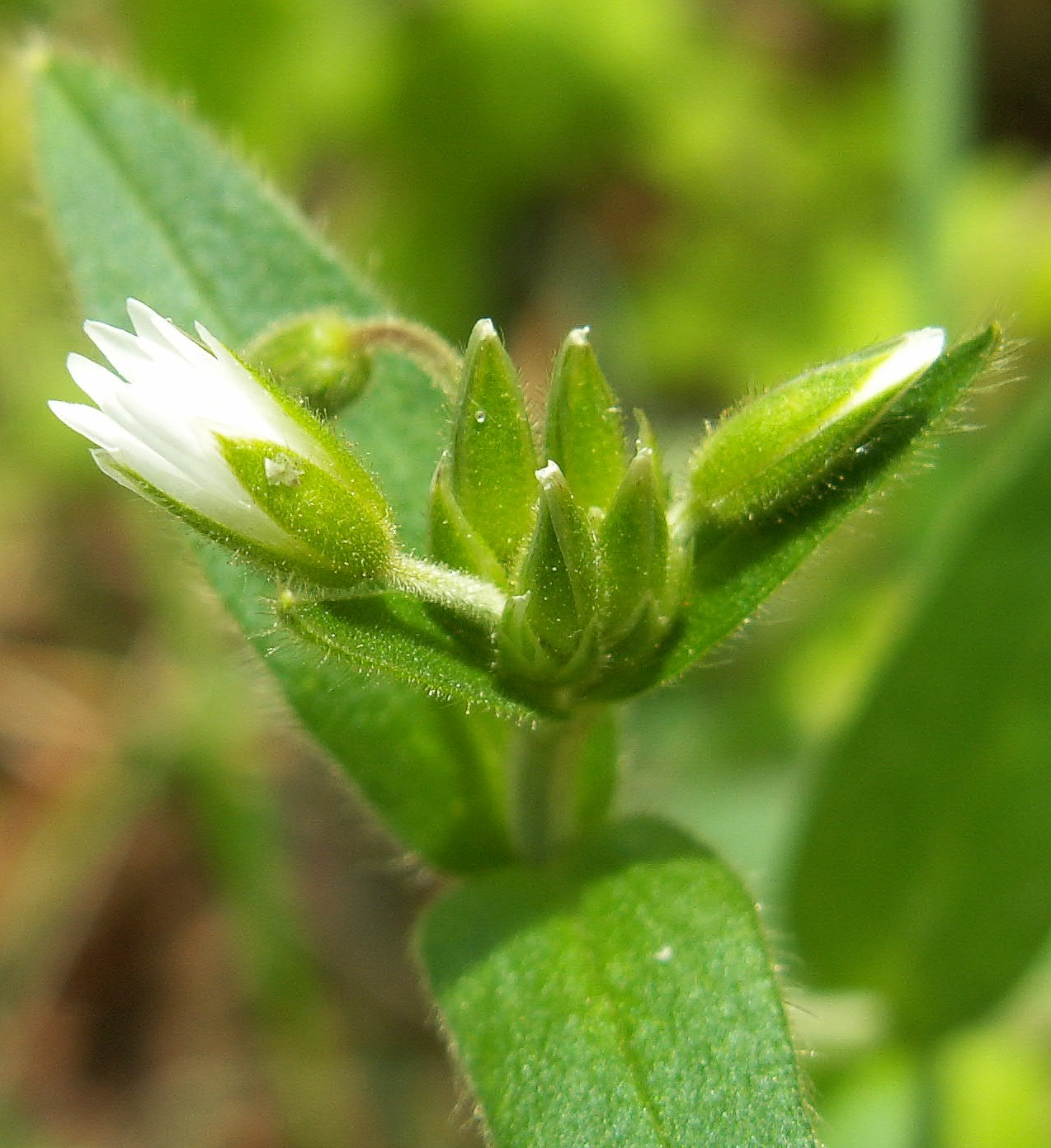
Cerastium macrocarpum

- Cerastium malyi (T.Georgiev) Niketic
- Cerastium maximum L.
- Cerastium meridense Linden & Planch.
- Cerastium meyerianum Rupr.
- Cerastium microspermum C.A.Mey.
- Cerastium moesiacum Friv.
- Cerastium mollissimum Poir.
- Cerastium morrisonense Hayata
- Cerastium mucronatum Wedd.
- Cerastium multiflorum C.A.Mey.

## N
- Cerastium nanhutashanense S.S.Ying
- Cerastium nanum Muschl.
- Cerastium nemorale M.Bieb.
- Cerastium neoscardicum Niketic

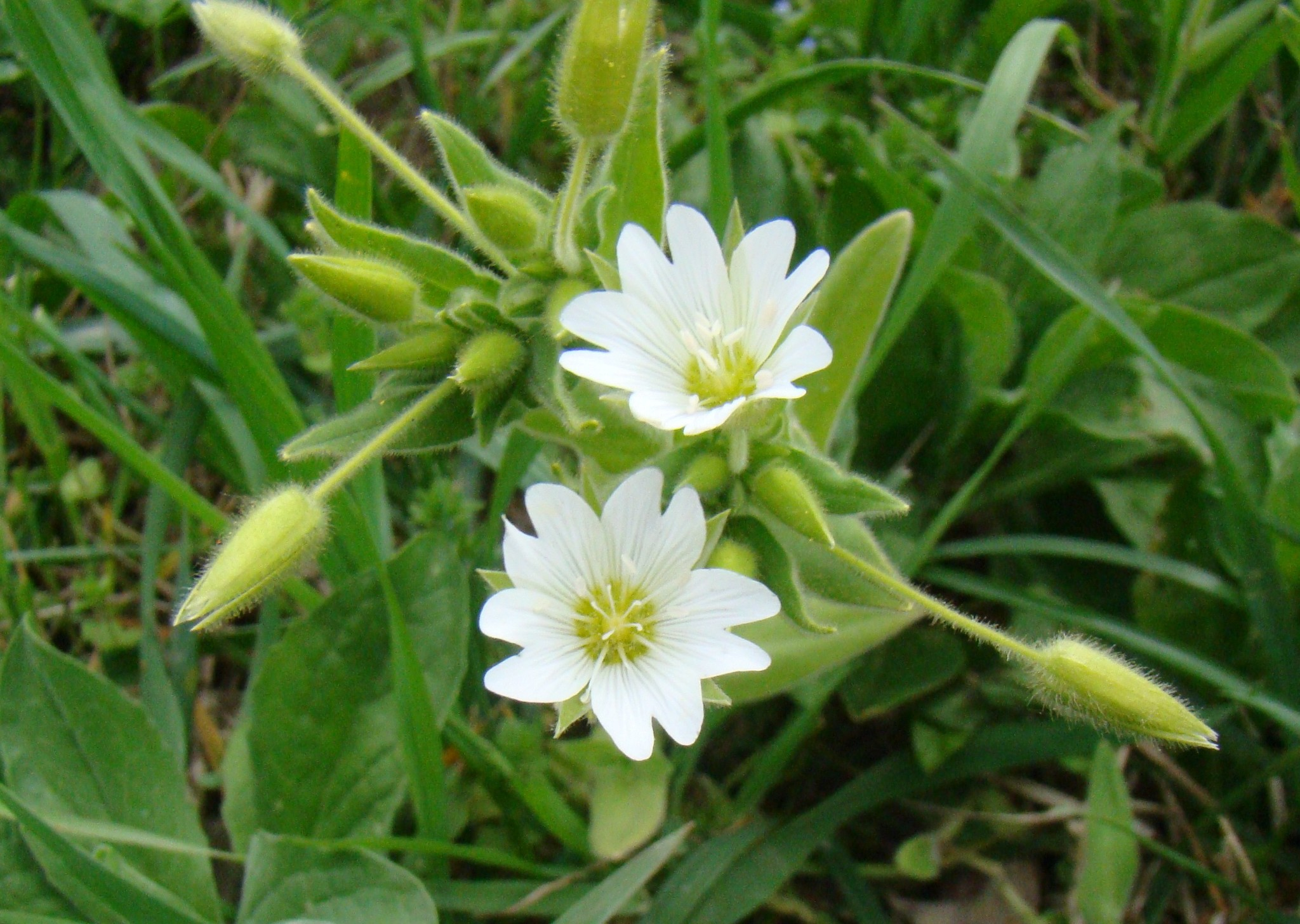
Cerastium nemorale

- Cerastium nigrescens (Edmondston ex H.C.Watson) H.C.Watson
- Cerastium novoguinense Gilli
- Cerastium nutans Raf.

## O
- Cerastium obovatum Larrañaga
- Cerastium octandrum Hochst. ex A.Rich.
- Cerastium odessanum Klokov
- Cerastium oreades Schischk.
- Cerastium orithales Schltdl.
- Cerastium × oxoniense Druce

## P

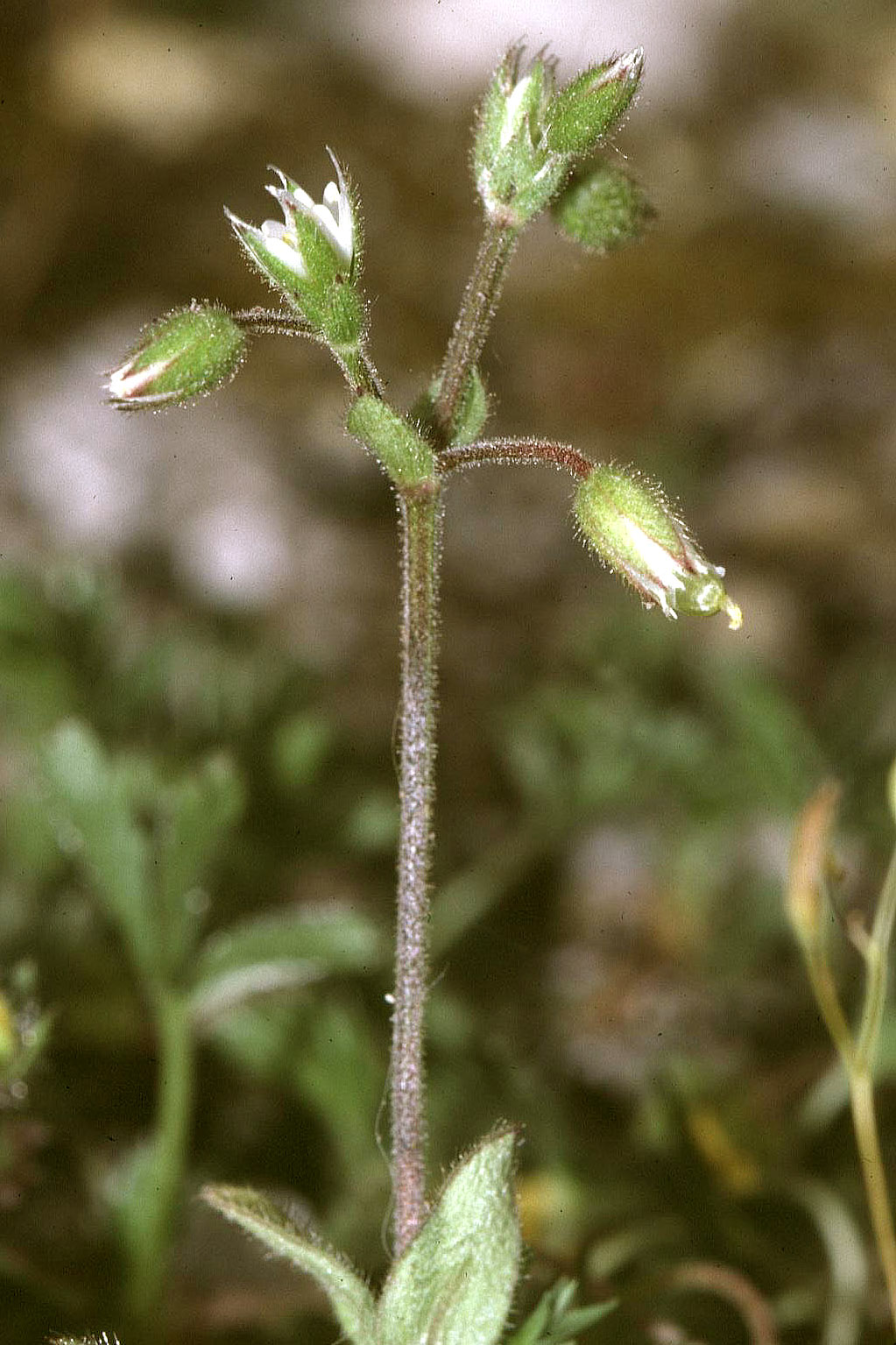
Cerastium pumilum

- Cerastium papuanum Schltr. ex Mattf.
- Cerastium parvipetalum Hosok.
- Cerastium parvum (Pedersen) M.T.Sharples & E.A.Tripp
- Cerastium pauciflorum Steven ex Ser.
- Cerastium pedunculare Bory & Chaub.
- Cerastium pedunculatum Gaudin
- Cerastium perfoliatum L.,
- Cerastium peruvianum Muschl.
- Cerastium pisidicum Ayasligil & Kit Tan
- Cerastium polymorphum Rupr.
- Cerastium ponticum Albov
- Cerastium porphyrii Schischk.
- Cerastium pospichalii Soldano & F.Conti,
- Cerastium × pseudalpinum Murr
- Cerastium pumilum Curtis
- Cerastium purpurascens Adams
- Cerastium purpusii Greenm.
- Cerastium pusillum Ser.

## Q
- Cerastium qingliangfengicum H.W.Zhang & X.F.Jin

## R
- Cerastium ramigerum Bartl.
- Cerastium ramosissimum Boiss.
- Cerastium rectum Friv.
- Cerastium regelii Ostenf.
- Cerastium × richardsonii Druce
- Cerastium rivulare Cambess.

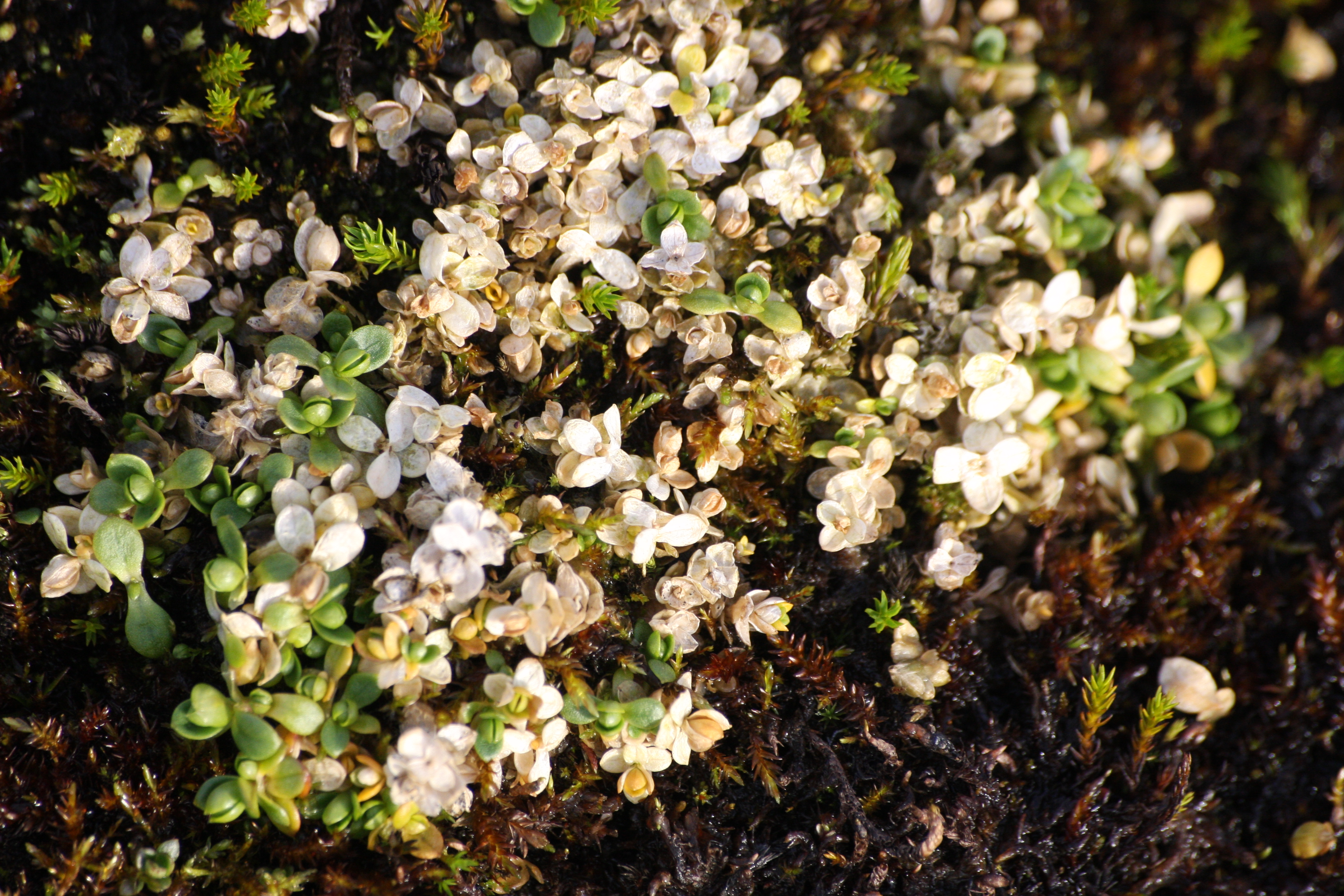
Cerastium regelii

- Cerastium rivulariastrum Möschl & Pedersen
- Cerastium ruderale M.Bieb.
- Cerastium runemarkii Möschl & Rech.f.

## S
- Cerastium saccardoanum Diratz.
- Cerastium scaposum Boiss. & Heldr.
- Cerastium scaranii Ten.
- Cerastium schizopetalum Maxim.
- Cerastium schmalhausenii Pacz.

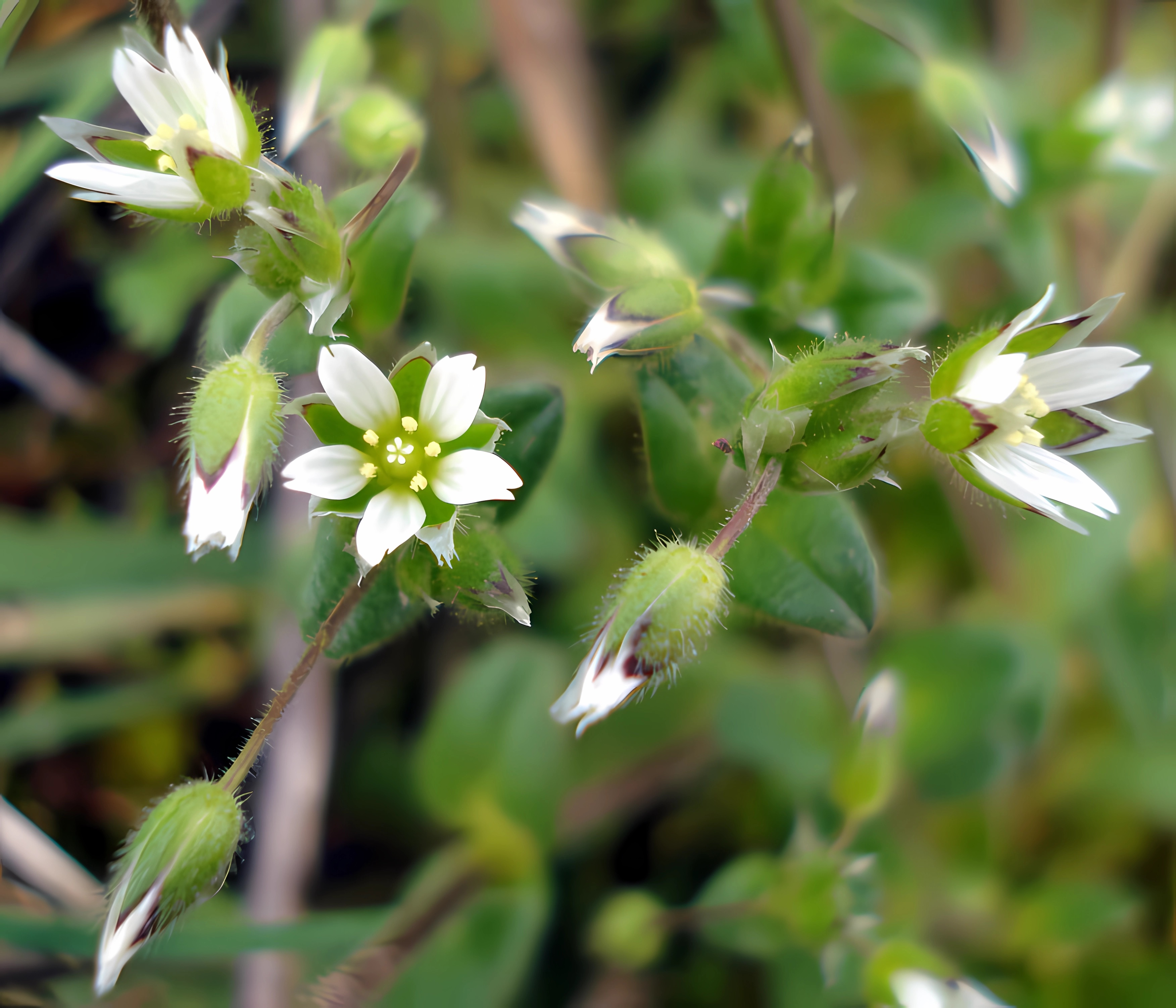
Cerastium semidecandrum

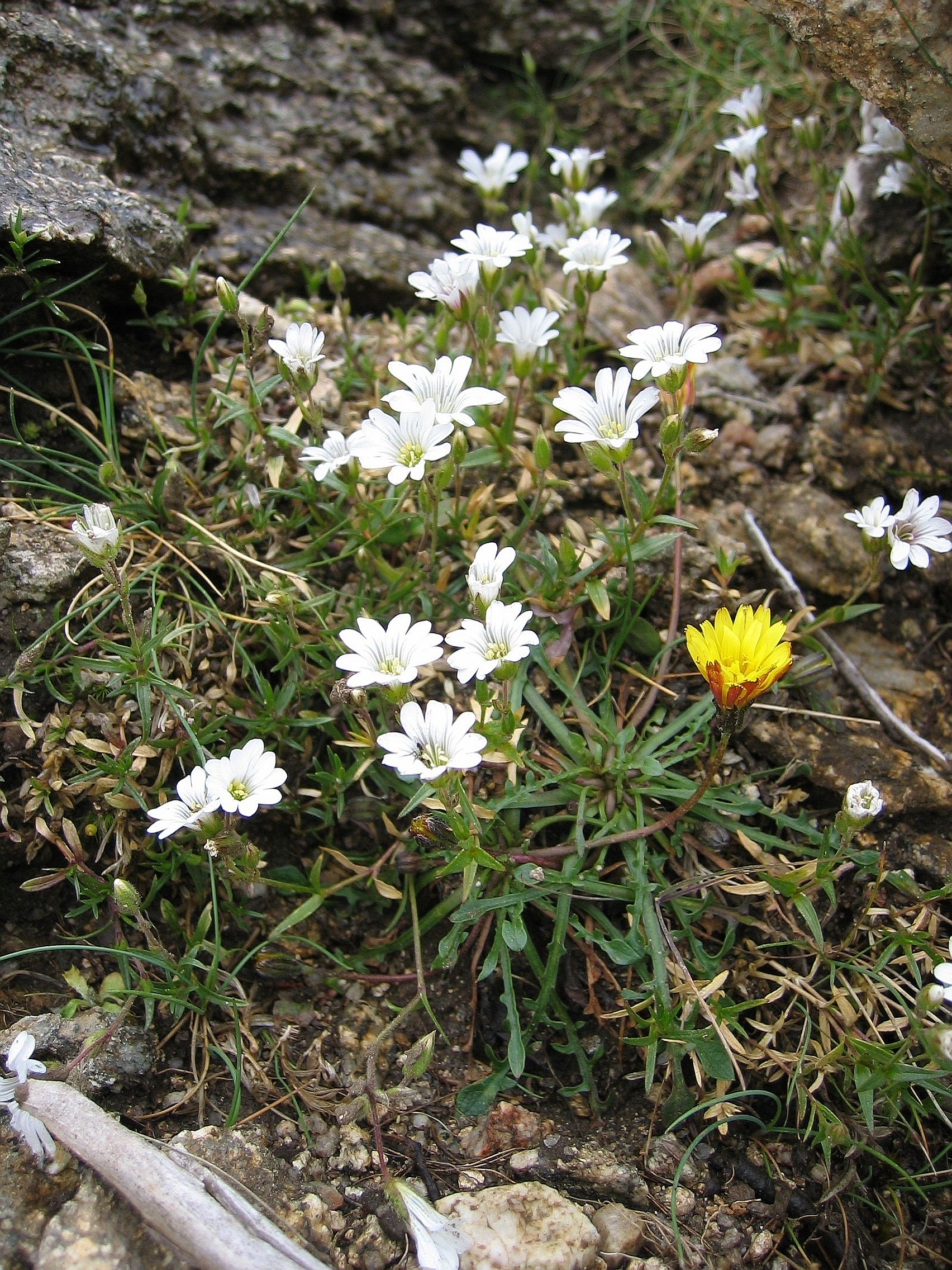
Cerastium soleirolii

- Cerastium selloi Schltdl. ex Rohrb.
- Cerastium semidecandrum L.
- Cerastium siculum Guss.
- Cerastium sinaloense D.A.Good
- Cerastium sinicum Nakai
- Cerastium smolikanum Hartvig
- Cerastium soleirolii Ser. ex Duby
- Cerastium soratense Rohrb.
- Cerastium sosnowskyi Schischk.
- Cerastium spathulatum Pers.
- Cerastium subciliatum Gartner
- Cerastium subpilosum Hayata
- Cerastium subspicatum Wedd.,
- Cerastium subtetrandrum (Lange) Murb.
- Cerastium subtriflorum (Rchb.) Pancher
- Cerastium sugawarae Koidz. & Ohwi
- Cerastium supramontanum Arrigoni
- Cerastium sventenii Jalas
- Cerastium sylvaticum Waldst. & Kit.
- Cerastium × symei Druce
- Cerastium szechuense F.N.Williams
- Cerastium szowitsii Boiss.

## T
- Cerastium takasagomontanum Masam.

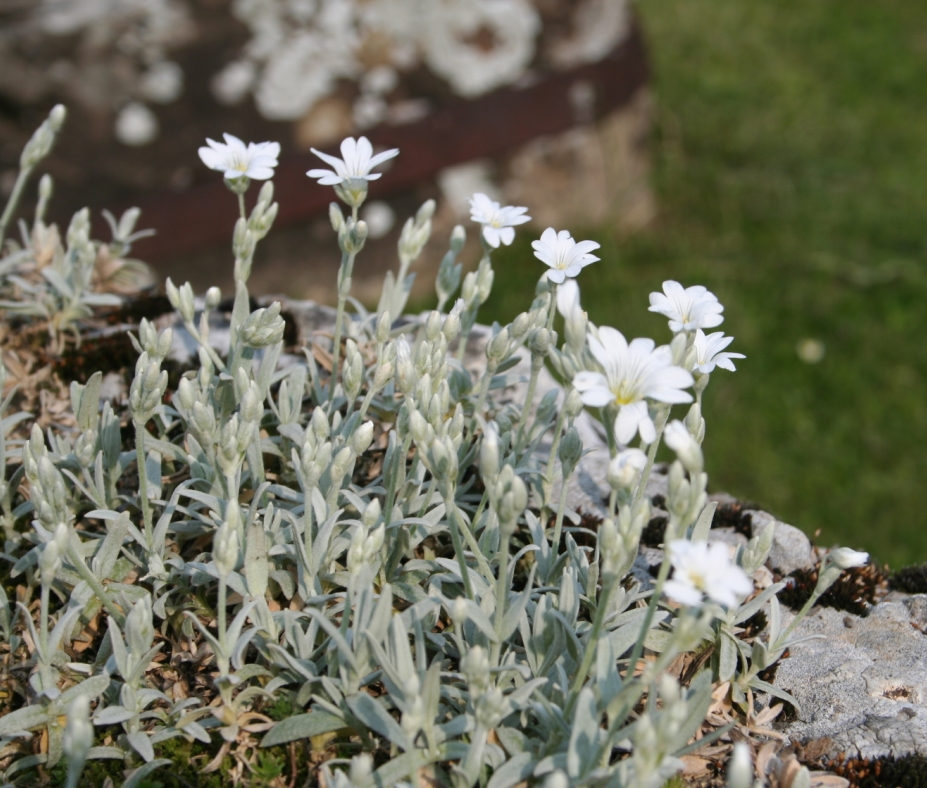
Cerastium tomentosum

- Cerastium taschkendicum Adylov & Vved.
- Cerastium tatrae Borbás
- Cerastium terrae-novae Fernald & Wiegand
- Cerastium texanum Britton
- Cerastium theophrasti Merxm. & Strid
- Cerastium thomasii Ten.
- Cerastium thomsonii Hook.f.
- Cerastium tianschanicum Schischk.
- Cerastium tolucense D.A.Good
- Cerastium tomentosum L.
- Cerastium transsilvanicum Schur
- Cerastium trianae Briq.
- Cerastium trichocalyx Muschl.
- Cerastium × triculinum A.Nyár. & Prodan
- Cerastium tucumanense Pax

## U

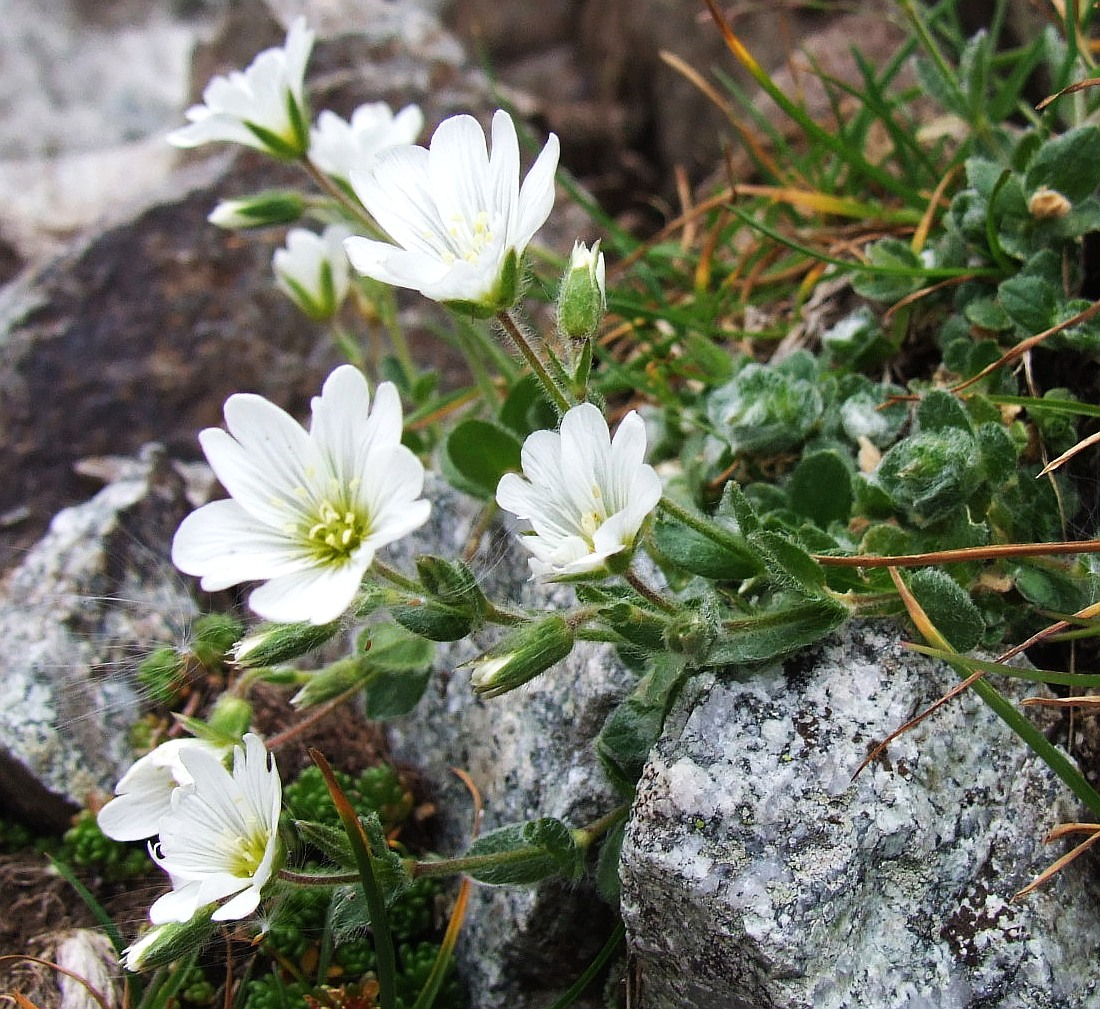
Cerastium uniflorum

- Cerastium undulatifolium Sommier & Levier
- Cerastium uniflorum Clairv.
- Cerastium utriense Barberis

## V
- Cerastium vagans Lowe
- Cerastium velutinum Raf.
- Cerastium venezuelanum Briq.
- Cerastium verecundum Ravenna
- Cerastium verticifolium R.L.Dang & X.M.Pi
- Cerastium viride A.Heller
- Cerastium viscatum (Montel.) Jalas
- Cerastium vourinense Möschl & Rech.f.
- Cerastium vulcanicum Schltdl.

## W
- Cerastium wilhelmianum Sklenár
- Cerastium wilsonii Takeda

## Z
- Cerastium zhiguliense Saksonov